# Gonielmis dietrichi
Gonielmis dietrichi är en skalbaggsart som först beskrevs av Musgrave 1933.  Gonielmis dietrichi ingår i släktet Gonielmis och familjen bäckbaggar. Inga underarter finns listade i Catalogue of Life.